# Biochemical Journal
Biochemical Journal (nach ISO 4 abgekürzt Biochem. J.) ist eine zweimal im Monat erscheinende Peer-Review Fachzeitschrift. Die erste Ausgabe erschien 1906 unter dem Namen The Bio-Chemical Journal. Bis zum heutigen Namen der Zeitschrift wurde zwischen 1913 und 1992 der Name The Biochemical Journal verwendet. Die Zeitschrift veröffentlicht Originalarbeiten aus den verschiedenen Bereichen der Biochemie. Das Journal wird von der Biochemical Society herausgegeben, der Verlag Portland Press gehört der Gesellschaft.
Der Impact Factor des Journals lag im Jahr 2019 bei 4,097. Nach der Statistik des ISI Web of Knowledge wird das Journal mit diesem Impact Factor in der Kategorie Biochemie und Molekularbiologie an 95. Stelle von 297 Zeitschriften geführt.
Chefredakteur ist Mark Lemmon, New Haven, Vereinigte Staaten.